# Артюхов, Пётр Дмитриевич
Пётр Дмитриевич Артюхов (1923 — 13 марта 1945) — командир отделения, гвардии сержант..

## Биография
Уроженец станицы Мечётинская (ныне — Зерноградского района Ростовской области). В 1939 году окончил 10 классов Мечётинской школы. В 1942 году призван Зерноградским РВК Ростовской области в 51-й гвардейский стрелковый полк 18-й гвардейской стрелковой дивизии.

## Подвиг
13 марта 1945 года наступил заключительный этап уничтожения 4-й немецкой армии в районе Бальги. 36-й гвардейский стрелковый корпус перешёл в наступление к заливу и вдоль шоссе в сторону Бранденбурга. Между автострадой и имением Вальдбург проходила оборонительная линия немцев. Пулеметный огонь из дзота не давал солдатам наступать. Артюхов сумел скрытно зайти с фланга к дзоту и когда у него кончились патроны закрыл своим телом амбразуру. Впоследствии фельдшер Николай Инсаров с командиром роты лейтенантом Н. А. Дюбиным сняли изрешеченное тело сержанта.
Посмертно П. Д. Артюхов был награждён орденом Отечественной войны ІІ степени.
Похоронен в братской могиле советских воинов в Калининградской области, Гурьевском городском округе, п. Ушаково, ул. Победы.